# Henrietta Johnston
Henrietta Johnston, amb el nom original d'Henrietta Deering (Irlanda o França, c. 1670 o 1674 - Charleston (Carolina del Sud), 7 de març de 1729), va ser la primera dona pintora que va exercir com a artista nord-americana professionalment.
Henrietta Deering es va casar amb el clergue anglicà Gideon Johnston a Dublín el 1705. No se sap res de la seva primera vida. El 1707, ella i el seu marit van emigrar a Amèrica i es van establir a Charles Towne. La seva vida va ser dura, ja que es van veure assetjats per la pobresa i la malaltia, i Johnston va fer de secretària del seu marit, es va ocupar de la casa, va cuidar els seus fills i va trobar temps per completar els seus ingressos creant retrats. Ben aviat va adquirir una gran clientela entre destacats locals, inclosos els caps militars, polítics i filantrops. Aparentment sense formació, amb el seu talent natural, va produir retrats en pastís, generalment petits de 9 × 12 polzades (23 × 30 cm). Se'n coneixen uns quaranta retrats, la majoria creats entre 1707 i 1720, que la van ajudar a subsistir després de la mort del seu marit l'any 1716. Se li han atribuït també una sèrie de retrats realitzats a Nova York el 1725. El lloc i la data exactes de la seva mort són desconeguts, però va ser enterrada a Charles Towne.